# Hookerův ostrov
Hookerův ostrov (rusky остров Гукера) je ostrov v jižní části souostroví Země Františka Josefa v Severním ledovém oceánu. Byl pojmenován po britském přírodovědci Josephu D. Hookerovi, který se v roce 1839 zúčastnil Rossovy expedice do Antarktidy.
Ostrov s rozlohou 508 km² je z velké části pokrytý ledovci. Větší nezaledněné oblasti se nacházejí zejména v západní části ostrova. Nejvyšší vrchol se nazývá Jensenova kupole a dosahuje výšky 576 m n. m. Na západní straně ostrova se nachází Tichý záliv s nezaledněným pobřežím, na kterém se nachází velké kolonie mořských ptáků. Další kolonie jsou na Rubiniho skále, což je menší ostrov nedaleko pobřeží. Kromě ptáků zde také žije mrož lední.
Na ostrově byly nalezeny fosilní pozůstatky plesiosaura. Nálezy sobích parohů z doby před 1300 lety ukazují, že zde tato zvířata v dobách s teplejším podnebím žila. V severní části Tichého zálivu stála základna pro polární expedice a v letech 1929–1963 také meteorologická stanice. V červenci roku 1931 na ostrově během průzkumné cesty přistála vzducholoď Graf Zeppelin. Vysadila zde posádku stanice, která existovala v letech 1941–1945 a po které se dochovaly dvě budovy a hřbitov.

## Sousední malé ostrovy
- Směrem na východ leží Leigh Smithův ostrov (Остров Ли-Смита) oddělený šest kilometrů širokým Smitsonovým průlivem. Ostrov je dlouhý 14 km a v nejširším místě 6,5 km široký. Nejvyšší bod dosahuje výšky 309 m n. m. a většinu povrchu s výjimkou malé oblasti na severu a v okolí jižního Bitterburgova mysu pokrývá ledovec. Pojmenován byl po anglickém námořníkovi Benjaminu Leigh Smithovi.
- Západně od severního konce Leigh Smithova ostrova leží malý ostrov Královské společnosti (Остров Королевского Общества). Je dlouhý asi 6 km a v nejširším místě 2,5 km široký.
- Po skotském geografovi Johnu Scottovi Keltiem je pojmenován ostrov Scotta Keltieho (Остров Скотт-Келти.) Nachází se na severozápadním okraji Hookerova ostrova u Tichého zálivu. Nejvyšší bod ostrova měří 64 m.
- Malý, 3 kilometry dlouhý Eatonův ostrov (Остров Итон) se nachází 10 km na západ od ostrova Scotta Keltieho. Pojmenován byl po britském vědci Alfredu E. Eatonovi, který se zabýval studiem arktické fauny a flóry.
- Jedenáct kilometrů od jižního pobřeží Hookerova ostrova leží Newtonův ostrov (Остров Ньютона) pojmenovaný podle britského zoologa Alfreda Newtona.
- Mayův ostrov (Остров Мей) je dvojicí malých ostrůvků 5 km jihozápadně od Hookerova ostrova.
- Etheridgeovy ostrovy (Острова Этеридж) jsou dvojicí malých ostrůvků 6 km západně od Mayova ostrova pojmenovaných podle R. E. Etheridge, který studoval paleontologii na pobřeží arktických oblastí navštívených expedicí George Narese.